# The Better Wife
Pour plus de détails, voir Fiche technique et Distribution.
The Better Wife est un film muet américain réalisé par William P. S. Earle et sorti en 1919.

## Synopsis
Charmian Page nourrit une grande affection pour l'enfant de Sir Richard Beverly. Lorsque l'enfant est sérieusement blessé dans un accident de voiture qui a tué sa mère, Lady Beverly, laquelle était en route pour voir son amant, Charmian persuade son riche père de payer pour l'opération qui sauvera l'enfant. Richard épouse Charmian pour l'amour de son enfant, mais reste à distance pour la mémoire de Beverly. Quand il apprend la vérité sur l'infidélité de sa défunte épouse, il demande le pardon de Charmian, se rendant compte qu'elle est la meilleure épouse.

## Fiche technique
- Réalisation : William P. S. Earle
- Scénario : Lenore J. Coffee, d'après son histoire
- Chef-opérateur : Arthur Edeson
- Costumes : Lady Duff Gordon
- Production : Clara Kimball Young
- Durée : 50 minutes
- Date de sortie :
  - États-Unis : 13 juillet 1919

## Distribution
- Clara Kimball Young : Charmian Page
- Edward Kimball : Mr. Page
- Nigel Barrie : Sir Richard Beverly
- Kathlyn Williams : Lady Beverly
- Ben Alexander : Little Dick
- Lillian Walker : Helen Kingdom
- Barbara Tennant : Mrs Kingdom
- Irving Cummings : Comte de Cheveral